# Pisenus rufitarsis
Pisenus rufitarsis is een keversoort uit de familie winterkevers (Tetratomidae). De wetenschappelijke naam van de soort werd in 1889 gepubliceerd door Edmund Reitter.